# Johann Rudolf Meyer (Schriftsteller)

Johann Rudolf Meyer (1791–1833). Lithografie von R. Lehmann und R. Rey, 1852.

Johann Rudolf Meyer (* 6. März 1791 in Aarau; † 6. November 1833 ebenda) war ein Schweizer Naturwissenschaftler, Schriftsteller und Alpinist. Nachfahr von Anhängern der Aufklärung und der Helvetischen Revolution, wechselte er ins Lager der Romantik und der politischen Reaktion.

## Im Geist Pestalozzis erzogen
Meyer war das älteste Kind des Seidenbandfabrikanten, Naturforschers und Alpinisten Johann Rudolf Meyer (1768–1825) und von Margarete Saxer (1769–1805). Sein Grossvater war der Seidenbandfabrikant, Philanthrop, Mäzen und Revolutionär Johann Rudolf Meyer (1739–1813). Meyer wurde mit seinen Geschwistern Justine (1792–1806) und Johann Gottlieb (1793–1829) von einem Hauslehrer unterrichtet. Diese Stelle bekleidete 1801 der bayerische Pestalozzi-Schüler Andreas Moser (1766–1806). Weil Moser aber bei der Gründung der Kantonsschule in Aarau mitwirken und an den dortigen Stadtschulen die Unterrichtsmethode von Pestalozzi einführen sollte, schickte der Vater die beiden Söhne in Pestalozzis Institut in Burgdorf. Als sie von dort aus die Eltern besuchten, geriet ihr Wagen am 30. Dezember 1801 in die hochgehende Emme. Beherzte Männer retteten sie aus den eiskalten Fluten, wofür ihnen die Helvetische Republik ein Denkmal errichtete.

## Verlust der Mutter
Mit vierzehn verlor Meyer die Mutter. Unmittelbar darauf heiratete der Vater Marie Gruner. Wann diese uneheliche Tochter seines Freundes Johann Samuel Gruner (1766–1824) geboren wurde, ist nicht bekannt, doch war sie wohl nur wenig älter als ihr Stiefsohn. Die Frischvermählten übersiedelten nach Polling (Landkreis Weilheim-Schongau). Von dort aus verwaltete der Vater die bayerischen Güter der Familie Meyer und gab gleichzeitig eine dem König von Bayern gewidmete Enzyklopädie der Chemie heraus. Meyer besuchte unterdessen in Aarau die Stadtschule und 1806–1809 die Kantonsschule, wo ihn sowohl der Dichter und Naturwissenschaftler Franz Xaver Bronner als auch der reaktionäre Altphilologe und Rektor Ernst August Evers beeinflusst zu haben scheinen. 1807 wurde der Vater vom Grossvater als Verwalter abgesetzt und kehrte nach Aarau zurück. Dies ohne seine junge Frau, die möglicherweise bei der ersten Geburt gestorben war. 1809 heiratete der Vater in dritter Ehe die Stieftochter seines Bruders Hieronymus (1769–1844), Luise Vinnassa (1793–1859). Damit bekam Meyer eine Stiefmutter, die zwei Jahre jünger war als er selbst.

## Wettstreit mit dem Vater

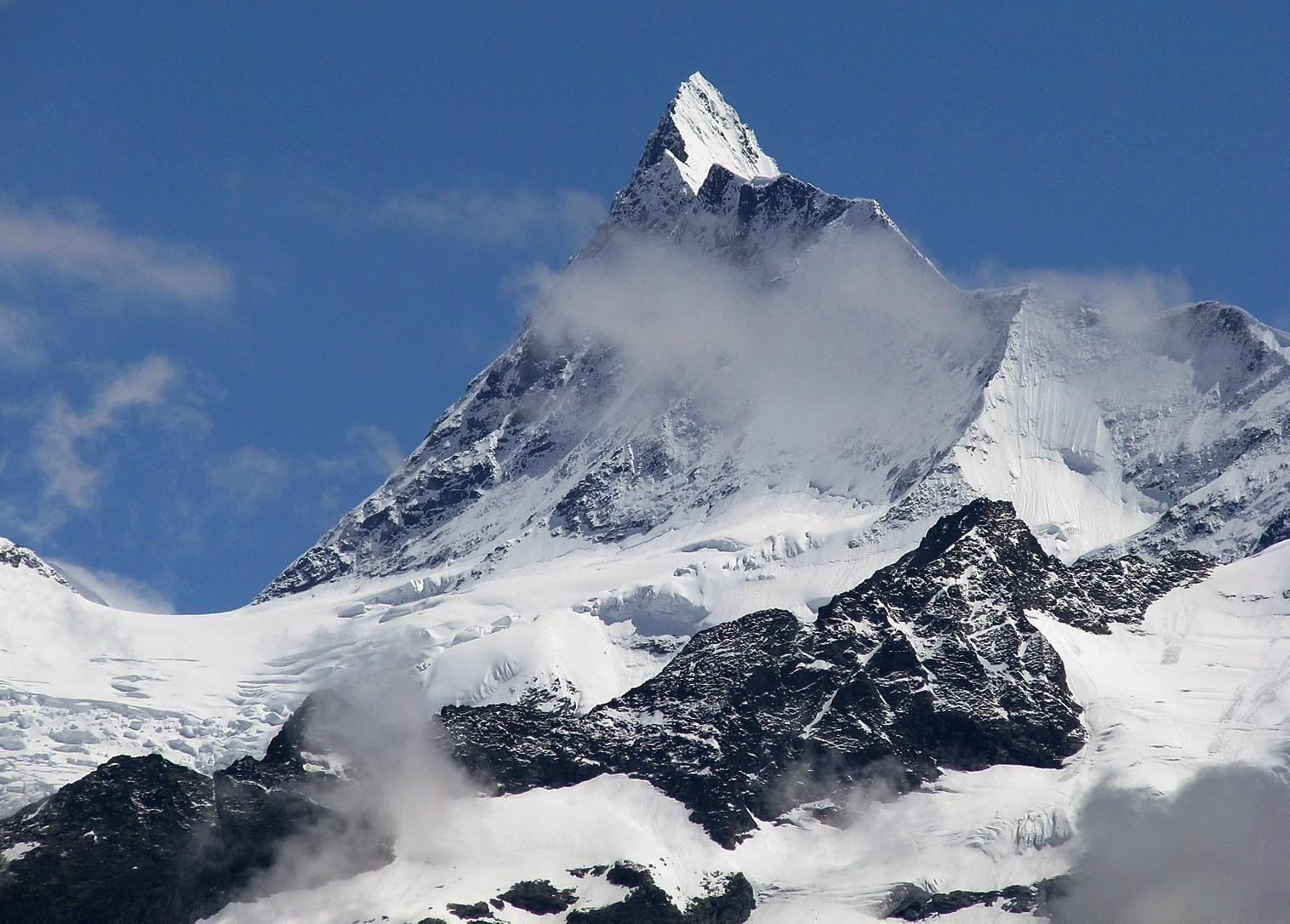
Finsteraarhorn, höchster Gipfel der Berner Alpen (4274 m), dessen Besteigung Meyer 1812 misslang.

Meyer studierte 1809–1813 in Tübingen Medizin. Laut seinem Biografen Abraham Emanuel Fröhlich hatte er vom Vater die Körperkraft geerbt und war er ein Meister im Turnen und Voltigieren. 1811 bestiegen Meyers Vater und sein Onkel Hieronymus die 4158 m hohe Jungfrau und damit als erste Menschen in der Schweiz einen Viertausender. Der 21-jährige Meyer versuchte darauf, sie zu übertreffen und den höchsten Gipfel der Berner Alpen, das 4274 m hohe Finsteraarhorn, zu bezwingen. Am 16. August 1812 musste er jedoch kurz unterhalb des Gipfels zurückbleiben und seinen Führern Arnold Abbühl, Joseph Bortis und Alois Volken die (nicht bestätigte) Erstbesteigung überlassen.

## Reaktionäre Positionen
1813 promovierte Meyer zum Dr. med. In seiner Dissertation untersuchte er die Strontianite im Jura bei Aarau, wie dies bereits sein Lehrer Bronner getan hatte, der 1809 als Gegner von Evers nach Russland emigriert war. Anschliessend reiste Meyer durch die böhmischen Gebirge und nach Freiberg (Sachsen), wo er wie seinerzeit der Vater den Mineralogen Abraham Gottlob Werner hörte. In Dresden und Leipzig besuchte er die Schlachtfelder des Sechsten Koalitionskriegs. Weitere Reisestationen waren Berlin, die dänischen Inseln und Göttingen. Im selben Jahr 1813 veröffentlichte Meyer ein Buch, in dem er in Anlehnung an Friedrich Gentz der Weltanschauung des Vaters entgegengesetzte reaktionäre Positionen vertrat. Als die zuvor mit Frankreich verbündete Schweiz 1815 der Koalition gegen Napoleon beitrat, nahm er als Aargauer Offizier an der Belagerung der französischen Festung Hüningen teil.

## Heirat mit einer Tante
War es Sehnsucht nach der verlorenen Mutter, die Meyer zu deren Halbschwester Emilie Saxer (1790–1856) hinzog? Da die Eheschliessung zwischen Neffe und Tante im Aargau nicht möglich war, verzichtete Meyer 1816 auf sein Bürgerrecht. 1817 heiratete das Paar an einem unbekannten Ort und liess sich anschliessend im badischen Konstanz nieder. Es hatte vier Töchter: Johanna Emilie (1818–1835), Bertha Karoline verheiratete von Känel (1819–1894), Sophie Adelheid (* 1820) und Justine Adrienne (1830–1919). In Konstanz veröffentlichte Meyer – nachdem Abschnitte davon bereits 1818 in Zschokkes Erheiterungen erschienen waren – 1820 Die Geister der Natur. Von Humboldts Ansichten der Natur inspiriert, ästhetisierte er darin naturwissenschaftliche Gegenstände. Im selben Jahr wurde sein Vater in Karlsruhe der Falschmünzerei überführt und verhaftet.

## Die letzte Sternstunde desMeyerhauses
1821 konnte Meyer als Professor der Naturwissenschaften an der Kantonsschule nach Aarau zurückkehren. Auch erhielt er das Bürgerrecht wieder. Mit seinen politischen Ansichten aber war er im Lehrerkollegium in der Minderheit. 1822 wurde sein Vater von der badischen Justiz zu drei Jahren Zuchthaus verurteilt. Von jenem Jahr an gehörte Meyer dem aargauischen Sanitätsrat an. 1823/24 stand er als Rektor der Kantonsschule vor. In dieser Eigenschaft empfing er im Meyerhaus 1823 die Teilnehmer der Jahresversammlung der Schweizerischen Naturforschenden Gesellschaft. Es war dies die letzte Sternstunde der Villa, die Meyer ebenso wie die väterliche Fabrik seinem Bruder Johann Gottlieb abgetreten hatte. 1824 reiste er nach London und Paris.

## Verkauf der väterlichen Bibliothek

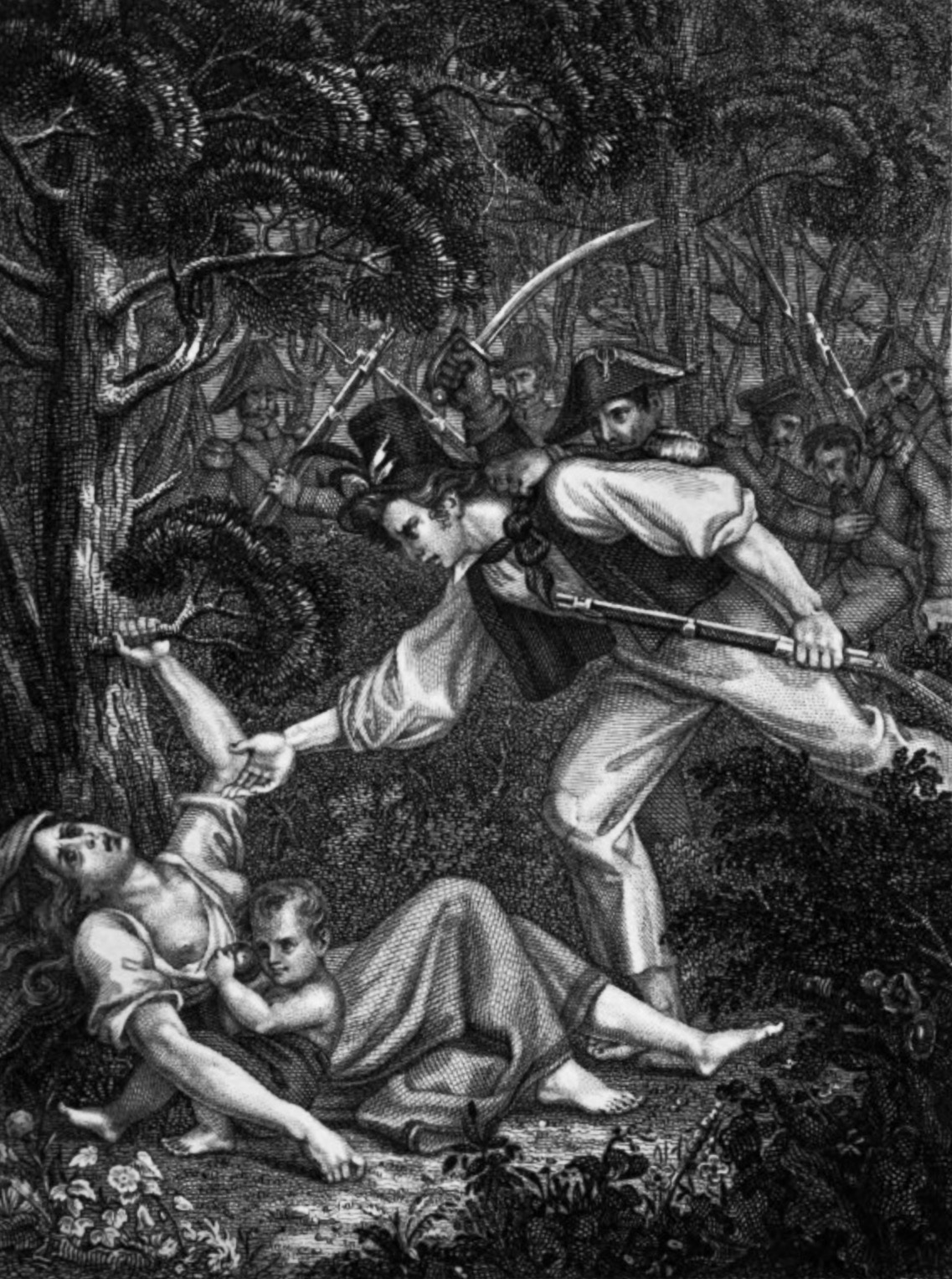
Rudolf Rahn nach Martin Disteli: Illustration zu Meyers Verserzählung Der Heimathlose, 1832.

Meyers Vater, der seine Strafe in Mannheim verbüsste, starb im Jahr, in dem er freigekommen wäre (1825). Als 1829 auch Meyers Bruder Johann Gottlieb starb, gingen Fabrik und Meyerhaus in den Besitz von dessen Associé Friedrich Heinrich Feer über. Meyer veröffentlichte 1829 eine erweiterte Neufassung der Geister der Natur. 1831 liess er die naturwissenschaftliche Bibliothek des Vaters, welche mit gegen 40 000 Bänden die drittgrösste im deutschen Sprachraum gewesen sein soll, in Schaffhausen versteigern.

## Erzählungen und Gedichte
Im zuletzt erwähnten Jahr kritisierte Meyer die an die Macht gelangten Radikalen. Er tat dies in der kurzlebigen Zeitschrift Freie Stimmen über das Aargauische Verfassungswesen und unter dem Bild eines Bergwerks in Offenbarungen aus uralten Zeiten. Im Taschenbuch Alpenrosen veröffentlichte er 1831–1833 Erzählungen und Gedichte. In der von Martin Disteli illustrierten Verserzählung Der Heimathlose (1832) glaubt man Anklänge an den Verlust der Mutter und die Verhaftung des Vaters zu vernehmen. Meyers letzte, 1833 erschienene Publikation enthält Tierfabeln mit politischen Seitenhieben. Meyer starb nach zweijähriger Krankheit mit nur 42 Jahren, laut Fröhlich an „Gicht“. Pläne zu grösseren Reisen konnte er nicht mehr verwirklichen. Unvollendet blieben ein Werk über Infusorien, mit dem er sich an einem Preisausschreiben der Koninklijke Hollandsche Maatschappij der Wetenschappen in Haarlem beteiligen wollte, ein 2. Teil der Geister der Natur, eine Mineralogie und ein naturhistorisches Lesebuch für die Volksschule.

## Schriften
- Dissertatio inauguralis sistens examen mineralogico-chemicum strontianitarum in monte Jura, juxta Aroviam (…). Reiss et Schmid, Tubingae 1813 (Aargauer Kantonsbibliothek, Br 1687).
- (Anonym erschienen:) Geschichtliche Darstellung der Zerstörung des Olymps bis zur Gründung der Religion Jesu, nach Virgils Aeneide bearbeitet. (Aarau) 1813 (Aargauer Kantonsbibliothek, Sch VIII 159).
- Die Geister der Natur. W. Wallis, Constanz 1820 (Universitätsbibliothek Basel, Ha XII 6). Rezension: Beilage zur Aarauer Zeitung (Digitalisat), 28. Oktober 1820, S. 161 f.
- (Anonym erschienen:) Katalog über die von Johann Rudolph Meyer sel. hinterlassene naturwissenschaftliche Bibliothek. Aarau 1827 (überklebt: Schaffhausen 1831) (Universitätsbibliothek Basel, Ha IV 1).
- Die Geister der Natur. Ein neues Werk, nicht eine zweite Ausgabe. Heinrich Remigius Sauerländer, Aarau 1829 (Digitalisat).
- (Anonym erschienen:) Offenbarungen aus uralten Zeiten. Johann Jakob Christen, Aarau 1831 (Digitalisat).
- Der Geist des Gebirges. Eine – wahre Geschichte. In: Alpenrosen. Ein Schweizer-Taschenbuch auf das Jahr 1831. Johann Jakob Christen, Aarau (Digitalisat), S. 1–46.
- Drei neue Trinklieder. In: Alpenrosen. Ein Schweizer-Taschenbuch auf das Jahr 1831. Johann Jakob Christen, Aarau (Digitalisat), S. 384–387.
- Zeichnungen. In: Alpenrosen. Ein Schweizer-Taschenbuch auf das Jahr 1831. Johann Jakob Christen, Aarau (Digitalisat), S. 388–406.
- Der Heimathlose. Eine Erzählung. In: Alpenrosen. Ein Schweizer-Taschenbuch auf das Jahr 1832. Johann Jakob Christen, Aarau (Digitalisat), S. 1–26.
- Fridolin. Ein Mährchen. In: Alpenrosen. Ein Schweizer-Taschenbuch auf das Jahr 1832. Johann Jakob Christen, Aarau (Digitalisat), S. 176–229.
- (Anonym erschienen:) Die Erscheinungen in der Balmfeste. In: Alpenrosen. Ein Schweizer-Taschenbuch auf das Jahr 1832. Johann Jakob Christen, Aarau (Digitalisat), S. 294–319.
- Naturzeichnungen. In: Alpenrosen. Ein Schweizer-Taschenbuch auf das Jahr 1832. Johann Jakob Christen, Aarau (Digitalisat), S. 361–383.
- Naturzeichnungen. In: Alpenrosen. Ein Schweizer-Taschenbuch auf das Jahr 1833. Johann Jakob Christen, Aarau (Digitalisat), S. 154–180, 370–375 (Proben des geplanten 2. Teils der Geister der Natur).
- Die Ahnherren im Roththal. In: Alpenrosen. Ein Schweizer-Taschenbuch auf das Jahr 1833. Johann Jakob Christen, Aarau (Digitalisat), S. 307–369.
- Charakteristische Thierzeichnungen zur unterhaltenden Belehrung für Jung und Alt. Orell, Füssli und Compagnie, Zürich 1833 (Digitalisat).